# Skrzynia na złoto
Skrzynia na złoto (ros. Алтын-толобас) – pierwsza powieść Borisa Akunina z cyklu Przygody magistra (ros. Приключения магистра). 

## Fabuła
Akcja przebiega w roku 1675. Dwudziestoletni wirtemberski porucznik muszkieterów Cornelius von Dorn otrzymuje intratny kontrakt w państwie Moskowitów. Pełen nadziei wyrusza na wschód. Trzysta lat później, tą samą trasą podąża jego daleki potomek, sir Nicolas Fandorin. W odróżnieniu od tamtego, jego podróż nie jest wyprawą po złote runo, ale ma charakter sentymentalny. Jednak jego wyprawa nie okazuje się przez to bezpieczniejszą.